# 猪鹿牧
猪鹿牧（いがのまき）は、信濃国安曇郡（現在の長野県安曇野市穂高牧）に存在した勅旨牧。信濃十六牧の一つ。牧の別当は大伴氏流細萱氏であった。

## 概要
西には、北アルプスが聳え、周辺に烏川、川窪沢川がある。放牧地である烏川谷の扇状地は奥が開けていて深く、牧場として最適地である。『政事要略』には毎年8月15日の宮中駒牽の儀のために貢馬を献上する勅旨牧の一つに挙げられ、承久7年（1225年）の駒牽にも貢馬の記事が見え、信濃国内でも有力な牧であったことが窺える。
現在、牧地籍には、8世紀の猪鹿牧にかかわる氏族のもの推定される古墳が12基存在している。穂高神社所有の文亀元年（1051年）の『三宮穂高社御造宮定日記』には「伊鹿牧」の記述がある。
- 『延喜式』には、信濃十六牧と言われる次の16の牧が記述されている。大室牧・高井牧（高井郡）、笠原牧・平井手牧・宮処牧（伊那郡）、新張（新治）牧（小県郡）、塩原牧・岡屋牧・山鹿牧（諏訪郡）、望月牧・長倉牧・塩野牧（佐久郡）、埴原牧・大野牧（筑摩郡）、猪鹿牧（安曇郡）、萩倉牧[1]。
- 信濃十六牧以外には甲斐に3牧、上野に9牧、武蔵に4牧があり、信濃と甲斐は左馬寮が、武蔵と上野は右馬寮が所管した[2]。『延喜式』の時代以後、牧の数は増えている[3]。